# SPOT Groningen
SPOT Groningen is de theater- en concertorganisatie achter De Oosterpoort en de Stadsschouwburg Groningen, beide in Groningen.
De organisatie ontstond bij de fusie in 2002 en ging eerst door het leven onder de naam De Oosterpoort en de Stadsschouwburg Groningen, afgekort OPSB. Sinds maart 2019 is de naam van de organisatie gewijzigd in SPOT Groningen. 

## Locaties
Stadsschouwburg GroningenDe Stadsschouwburg Groningen aan de Turfsingel 86 in de stad Groningen is het belangrijkste theater van de Nederlandse provincie Groningen. Het gebouw is sinds 1994 een rijksmonument.
De OosterpoortDe Oosterpoort is een cultuurcentrum in de stad Groningen. Het gebouw staat direct ten zuidoosten van de binnenstad aan de Trompsingel aan de noordrand van de Oosterpoortwijk.